# Хайдаберг (Аляска)
Хайдаберг (англ. Hydaburg) — город первого класса на острове Принц-оф-Уэльс—Хайдер на Аляске.По данным переписи 2000 года, население города составляет 382 человека, по данным переписи 2010 года — 376 человек. Название города произошло от названия инейского народа, населявшего эту территорию.

## География
Хайдаберг имеет координаты: 55°12’17 с. ш. 132,8208 з. д., и является самым южным населённым пунктом острова Принца Уэльского. Город расположен на северном берегу пролива Суккван.
По данным Бюро переписи населения США, общая площадь города — 0,78 км².

## История
Хайдаберг был основан в 1911 году путём объединения трёх деревень, населённых преимущественно народом Хайда. Поселение получило статус города в 1927 году.
Хайдаберг получил статус города второго класса в конце 1960-х годов, статус первого класса был получен в 1973.

## Демография
По данным переписи 2000 года, в городе было 382 человека, 133 домохозяйства и 88 семей. Плотность населения — 526,8 чел./км². Белые американцы составляют всего 9,42 % от общей численности населения города, афроамериканцы — 0,52 %, коренного населения большинство (85,08 %), азиатов — 0,52 %.